# Marina Touretskaïa
Marina Touretskaïa, née le 2 juillet 1934 à Moscou et morte le 13 septembre 2018 dans la même ville, est une peintre russe. 